# ريد لوكاس
ريد لوكاس (بالإنجليزية: Red Lucas)‏ هو لاعب كرة قاعدة أمريكي، ولد في 28 أبريل 1902 في كولومبيا في الولايات المتحدة، وتوفي في 9 يوليو 1986 في ناشفيل في الولايات المتحدة.

## وصلات خارجية
- ريد لوكاس على موقع دوري كرة القاعدة الرئيسي (الإنجليزية)
- ريد لوكاس على موقعبيزبول رفرنس.كوم (الدوري الرئيسي) (الإنجليزية)
- ريد لوكاس على موقعبيزبول رفرنس.كوم (الدوري الثانوي) (الإنجليزية)